# Božena Machačová-Dostálová
Božena Machačová-Dostálová (25. září 1903 Německý Brod – 20. května 1973 Praha) byla česká a československá politička Komunistické strany Československa, meziválečná i poválečná poslankyně nejvyšších zákonodárných sborů a ministryně vlád Československa.

## Biografie
Původní profesí byla dělnice. Byla vdaná a měla dvě děti. Roku 1923 vstoupila do KSČ a brzy se vypracovala na tajemnici rudých odborů. V roce 1932 se přestěhovala do Prahy a pracovala v redakci komunistického ženského časopisu Rozsévačka a v odborech.
V parlamentních volbách v roce 1935 se stala poslankyní Národního shromáždění ČSR. Poslanecké křeslo si podržela do prosince 1938, kdy byla zbavena mandátu v důsledku rozpuštění KSČ.
Během 2. světové války se podílela v Moskvě na československém vysílání sovětského rozhlasu.
K roku 1954 se profesně uvádí jako místopředsedkyně Ústředního svazu spotřebních družstev.
V letech 1945–1946 byla poslankyní Prozatímního Národního shromáždění za KSČ. Po parlamentních volbách v roce 1946 zasedla jako poslankyně do Ústavodárného Národního shromáždění za KSČ. Mandát za tuto stranu získala i ve volbách do Národního shromáždění roku 1948, kdy byla zvolena do Národního shromáždění ČSR za KSČ ve volebním kraji Praha. Opakovaně byla volena ve volbách v roce 1954, volbách v roce 1960 a volbách v roce 1964 (po roce 1960 oficiální jméno nejvyššího zákonodárného sboru znělo Národní shromáždění Československé socialistické republiky).
Významné funkce měla i na stranické úrovni. VIII. sjezd KSČ ji zvolil členkou Ústředního výboru KSČ. V této funkci ji potvrdil IX. sjezd KSČ, X. sjezd KSČ, XI. sjezd KSČ, XII. sjezd KSČ, XIII. sjezd KSČ i Vysočanský sjezd KSČ konaný bezprostředně po okupaci v srpnu 1968. Zastávala rovněž vládní posty. V období prosinec 1954 – červen 1956 byla ministryní výkupu v druhé vládě Viliama Širokého a pak od června 1956 až do roku 1968 ministryní spotřebního průmyslu v druhé vládě Viliama Širokého, třetí vládě Viliama Širokého, vládě Jozefa Lenárta a první vládě Oldřicha Černíka.
V roce 1968, kdy byli po invazi vojsk Varšavské smlouvy do Československa prezident Ludvík Svoboda, předseda vlády Oldřich Černík a někteří další představitelé státu drženi v Moskvě, byla pověřena Národním shromážděním řízením schůzí vlády a dokázala zajistit schůzi vlády navzdory okupačním vojskům. De facto (nikoli však de iure) se tak stala na několik dní úřadující předsedkyní vlády.
Do zákonodárných sborů nastoupila i koncem 60. let 20. století po federalizaci Československa, kdy se v letech 1969–1971 stala poslankyní Sněmovny lidu Federálního shromáždění. V roce 1955 obdržela Řád práce a v roce 1963 jí byl udělen Řád Klementa Gottwalda.

## Ocenění
- Řád 25. února
- Řád práce
- Řád Klementa Gottwalda